# Dina Cocea
Pour les articles homonymes, voir Cocea.
Ne doit pas être confondu avec Dinu Cocea, réalisateur et scénariste roumain.
Dina Cocea, née le 27 novembre 1912 et morte le 28 octobre 2008, est une actrice de théâtre roumaine et une star de cinéma occasionnelle dont la carrière a duré 50 ans. Parmi ses autres activités, Cocea a été actrice en résidence au Théâtre national de Bucarest pendant 17 ans, professeure et doyenne de l'Université de Bucarest, écrivaine et chroniqueuse, dramaturge, militante politique et représentante auprès de l'UNESCO.

## Biographie
Cocea est née le 27 novembre 1912 à Bucarest de N. D. Cocea, un écrivain et journaliste bien connu, et de Florica Mille, qui est la fille d'un autre éminent journaliste et écrivain, le politicien socialiste Constantin Mille (en). C'est dans la maison de celui-ci que Cocea réside dans son enfance. À 14 ans, Cocea est à Paris, où elle fréquente un pensionnat catholique romain pendant un certain temps. Plus tard, elle emménage avec sa tante, Alice Cocéa, une actrice de cinéma et star du théâtre parisien, qui l'introduit et l'encourage à suivre la profession d'actrice.
Après avoir terminé une formation en art dramatique à Paris, Cocea retourne en Roumanie où elle fait ses débuts comme actrice en 1934. En 1935, elle décroche un rôle à la Comedia de Bucarest, un théâtre en sous-sol (aujourd'hui le site du Théâtre de l'Odéon), aux côtés de l'acteur G. Timică dans la pièce Adevăratul Iacob (« Le vrai Jacob »). Elle apparaît d'abord sous le nom de scène « Dina Cerna » mais elle abandonne rapidement le pseudonyme.
Le premier grand succès de Cocea survient lorsqu'elle joue dans la pièce Taifunul (« Typhon ») de Melchior Lengyel, écrite en 1909. Sa première apparition à l'écran remonte à O noapte de pomină en 1939 (« Une nuit inoubliable »). En 1941, elle fonde une troupe de comédiens, Teatrul Nostru (« Notre Théâtre ») et prend comme partenaires, Fory Etterle (en), Eugenia Zaharia et Peter Niro. Le partenariat dure 8 ans mais est dissous lorsque les circonstances mènent à la nationalisation du théâtre Comedia par les autorités communistes en 1948-1949. Cocea devient rapidement actrice en résidence au Théâtre National de Bucarest, où elle reste pendant 17 ans jusqu'à sa retraite en 1966. Pendant une partie de cette période, de 1952 à 1962, elle est doyenne de la faculté de théâtre de l'Université de Bucarest.
Après sa retraite du Théâtre national, Cocea apparaît dans de nombreux rôles dans d'autres théâtres de Bucarest. De 1979 à 1989, elle agit en tant que présidente de l'Asociația oamenilor din instituțiile teatrale și muzicale (ATM, « Association des artistes et musiciens de théâtre »), enseigne le théâtre à l'université et est parfois militante politique. Elle apparaît également dans une douzaine de films, jusqu'au film policier de 1992, Atac în bibliotecă (« Attaque à la bibliothèque »), et représente la Roumanie à l'UNESCO et aux congrès internationaux organisés par les Nations Unies,.
Bien qu'elle ait joué dans plus de 100 productions sur scène, une douzaine de films, qu'elle soit une invitée régulière à la télévision et à la radio et qu'elle soit bien connue en tant qu'écrivaine en Roumanie avec une carrière de plus de 50 ans, Cocea est peu connue en dehors de son pays,. Cependant, dans son pays natal, elle est surnommée Mare Doamnă a Teatrului (« Grande Dame du Théâtre » ou « Reine du Théâtre »). En 2001, elle reçoit un doctorat honorifique de l'Université nationale du théâtre et du cinéma,. En 2002, elle reçoit l'Ordre de l’Étoile de Roumanie, l'ordre civil le plus élevé du pays décerné uniquement par le Président de la Roumanie, et obtient ainsi le rang de Chevalier. Elle est mariée au compositeur Mihai Brediceanu.
Cocea meurt le 28 octobre 2008 d'une crise cardiaque, environ un mois avant son 96e anniversaire, après être entrée à l'hôpital Floreasca (en) quelques jours plus tôt à la suite d'une infection pulmonaire. Après sa mort, l'ancien président roumain, Ion Iliescu et le ministre de la Culture Adrian Iorgulescu, parmi d'autres dignitaires, ont exprimé leur chagrin,. Le 30 octobre 2008, un dernier hommage lui est rendu au foyer du Théâtre national de Bucarest par des dignitaires, des acteurs tels que Gheorghe Dinică, Marin Moraru (en) et Ion Caramitru, plusieurs de ses anciens élèves, amis et parents, ainsi que des étudiants de l'Université d'art théâtral et cinématographique Ion Luca Caragiale. Le 31 octobre 2008, elle est enterrée au cimetière Bellu, où elle reçoit les honneurs militaires.

## Filmographie
- 1934 : Nuit de mai par Gustav Ucicky et Henri Chomette
- 1934 : La Jeune Fille d'une nuit par Reinhold Schünzel et Roger Le Bon
- 1939 : O noapte de pomină
- 1964 : Cartierul Veseliei
- 1965 : Neamul Șoimăreștilor par Mircea Drăgan : Princesse Elisabeta Movilă
- 1973 : Ciprian Porumbescu par Gheorghe Vitanidis : sœur du pasteur Gorgon
- 1973 : Cantemir par Gheorghe Vitanidis
- 1975 : Ștefan cel Mare - Vaslui 1475 par Mircea Drăgan : Sultana Mara
- 1975 : Mușchetarul român par Gheorghe Vitanidis
- 1978 : Aurel Vlaicu par Mircea Drăgan
- 1980 : Cîntec pentru fiul meu par Constantin Dicu
- 1981 : Iancu Jianu haiducul par Dinu Cocea
- 1992 : Atac în bibliotecă par Mircea Drăgan : Magda Comnoiu

## Hommage
En 2006, un timbre à son effigie est édité en Roumanie.